# Heterostegane luteorubens
Heterostegane luteorubens är en fjärilsart som beskrevs av Paul Mabille 1899. Heterostegane luteorubens ingår i släktet Heterostegane och familjen mätare. Inga underarter finns listade i Catalogue of Life.